# Droga wojewódzka nr 843
Droga wojewódzka nr 843 (DW843) – droga wojewódzka w województwie lubelskim łącząca Zamość z Chełmem przez Kraśniczyn i Skierbieszów. Przebiega z północy na południe przez powiaty Chełm, chełmski, krasnostawski, zamojski i Zamość. Długość tej drogi to ok. 50 km.

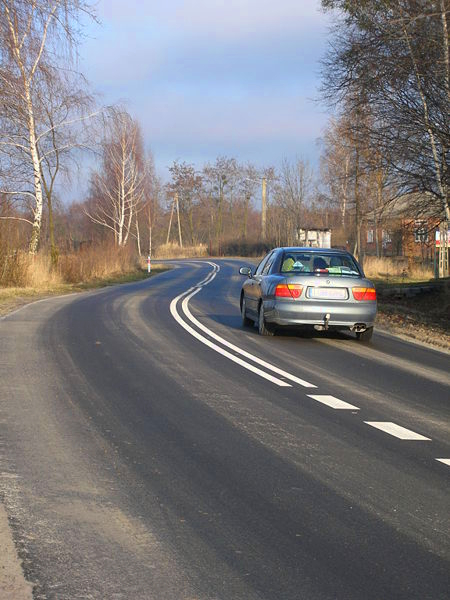
Wylot ze Skierbieszowa w stronę Chełma

Jest to najwyżej położona droga wojewódzka w województwie lubelskim. W miejscowości Dębowiec biegnie na wysokości powyżej 300 m n.p.m.

## Miejscowości leżące przy trasie DW843
- Skierbieszów
- Kraśniczyn (DW846)
- Siennica Różana